# Seznam nosilcev spominskega znaka 5. obletnica vojne za Slovenijo
Seznam nosilcev spominskega znaka 5. obletnica vojne za Slovenijo.

## Seznam
- 2. december 1997 - Sonja Bosina-Lah - Josip Bostič - Daniel Bunderl - Alenka Čarni - Alojz Čermelj - Anton Češnjevar - Jako Damjan - Irena Dolinar-Kolakovič - Nevenka Eigner - Florjan Cvetko Erjavec - Milan Frankocič - Majda Glavonjić - Erna Hafner - Oton Hozjan - Franc Javornik - Darinka Jekovec - Mojca Jezovšek - Anton Joras - Anton Kosi - Borivoj Kovačič - Franc Kozar - Borut Kozina - Leopold Kožar - Tea Kranjc - Marko Kruška - Drago Kur - Vojko Ličen - Mara Marinčič - Valentin Marinko - Igor Nered - Črtomir Pajek - Jako Platiša - Ana Podbregar - Jože Polovič - Marjana Posarič - Franc Sevšek - Andrejka Slapšak - Milica Slokar - Janez Stajnko - Alojzij Šilc - Silvester Šrimpf - Radko Tišma - Vera Tratnik - Rudolf Franc Zadnik - Milan Zorko - Branko Zuber - Igor Naraks

- 28. april 1998 - Marina Ogorevc